# 11 eleven (小説)
『11 eleven』（イレブン）は、津原泰水による日本の短編集である。河出書房新社より2011年に単行本、2014年に河出文庫、2015年に電子書籍が刊行された。
『11 eleven』という表記は流通上の登録名であり、著者自身は『11』と称している。
韓国においても翻訳出版されている。
2020年4月、版元である河出書房新社のWebサイトにおいて「五色の舟」全文が無料公開された。

## 概要
『綺譚集』に続く第二短篇集。タイトルの通り、11本の短篇が収録されている。
単行本、文庫本共に装丁は著者の自装、題字も著者自身のレタリングである。表紙の写真は四谷シモンによる人形。
収録作の「五色の舟」はKADOKAWA（エンターブレインブランド）発行の『コミックビーム』において、近藤ようこにより漫画化された。2013年8月号から2014年3月号まで連載され、第18回文化庁メディア芸術祭・マンガ部門大賞を受賞した。

## 収録リスト
| タイトル       | 初出                                                                                              |
| -------------- | ------------------------------------------------------------------------------------------------- |
| 五色の舟       | アンソロジー『NOVA 2 書き下ろし日本SFコレクション』（河出文庫・2010年）                           |
| 延長コード     | 『小説すばる』（集英社）2007年6月号                                                               |
| 追ってくる少年 | 『小説すばる』2006年1月号                                                                         |
| 微笑面・改     | 書き下ろし アンソロジー『悪夢が嗤う瞬間（とき）』（ケイブンシャ文庫・1997年）所収「微笑面」の改稿 |
| 琥珀みがき     | 朗読会のための書き下ろし 2005年12月                                                               |
| キリノ         | 『小説新潮 別冊 桐野夏生スペシャル』（新潮社）2005年9月                                           |
| 手             | 『小説NON』（祥伝社）1999年6月号。〈月の庭園〉シリーズのスピンオフ                                |
| クラーケン     | 『小説すばる』2007年2月号                                                                         |
| YYとその身幹   | 『ユリイカ』（青土社）2005年5月号                                                                 |
| テルミン嬢     | 『SFマガジン』（早川書房）2010年4月号                                                             |
| 土の枕         | 『小説すばる』2008年4月号                                                                         |

## 漫画
- 津原泰水（原作）・近藤ようこ（作画） 『五色の舟』 KADOKAWA〈ビームコミックス〉 2014年3月24日発売[12]、ISBN 978-4-04-729547-6